# Boulengerula denhardti
Boulengerula denhardti é uma espécie de anfíbio gimnofiono da família Herpelidae. Está presente no Quénia. Não foi ainda avaliada pela UICN.